# Stäng inte dörren
Stäng inte dörren är den svenska musikgruppen Text & Musiks andra och sista musikalbum, utgivet på skivbolaget Nacksving 1977.

## Låtlista
A
1. "Du måste välja din väg" – 5:13 (Text och musik: Thomas Carlsson)
2. "Krogproletären" – 3:53 (Text: Kim Lantz. Musik: Lars Magnus Larsson)
3. "Grabbarnas grabb" – 3:34 (Text: Magnus Nilsson. Musik: Niklas Román)
4. "Farsan" – 3:22 (Text och musik: Magnus Nilsson)
5. "Betongvalsen" – 3:17 (Text: Kim Lantz. Musik: Lars Magnus Larsson)

B
1. "Soweto" – 3:46 (Musik: Tomas Olsson och Hannes Råstam)
2. "Feuilles oh" – 2:41 (trad. från Haiti, arr. Sten Källman)
3. "Högt leverne" – 3:17 (Musik: Niklas Román)
4. "Dina smärtor" – 2:31 (Text: Armando Guebuza, övers. Kajsa Pehrsson. Musik: Thomas Carlsson)
5. "Mannen med trumman" – 5:44 (Text: Tasos Livaditis, övers. Kostis Papakongos och Ingemar Rhedin. Musik: T Carlsson/S Källman/H Råstam)

## Medverkande
- Thomas Carlsson: elgitarr, valthorn, sång
- Sten Källman: tenor-, sopran- och barytonsaxofon, tvärflöjt, congas, sång (lead på A5)
- Lars Magnus Larsson: trumpet, akustisk gitarr, sång
- Magnus Nilsson: sång, akustisk gitarr
- Hans Nordström: altsaxofon, oboe, kalebass, sång
- Tomas Olsson: trummor, slagverk, sång
- Niklas Román: klaviaturinstrument, akustisk gitarr, dragspel, sång
- Hannes Råstam: elbas, kontrabas, sång

### Fotnoter
1. ↑  ”Stäng inte dörren”. Progg.se. Arkiverad från originalet den 18 augusti 2010. https://web.archive.org/web/20100818220530/http://www.progg.se/band.asp?ID=187&skiva=561. Läst 11 januari 2013.